# Hańcza (jezero)
Hańcza je jezero ve Východosuwalském pojezeří v Podleském vojvodství v Polsku. Má rozlohu 311,4 ha, délku 4,55 km a šíři 1,15 km. Jezero Hańcza je hluboké 108,7 m (dříve byla uváděna hloubka 106,1, 108,5, 111,5 nebo 113 m), je nejhlubší jezero v Polsku a ve středoevropské nížině, pokud je do středoevropské nížiny zahrnuto. Jezerem protéká řeka Czarna Hańcza. Nachází se v Suwalské chráněné krajinné oblasti (Suwalski Park Krajobrazowy).